# Langues namla-tofanma
Les langues namla-tofanma sont une famille de langues papoues parlées en Indonésie dans la province de Papouasie.

## Classification
Voorhoeve (1971) classe le tofanma comme une langue non-classée, avant, en 1975, de l'inclure dans la famille trans-nouvelle-guinée. Les langues sont peu connues car les données recueillies n'ont pas, pour l'essentiel, été publiées. Hammarström considère que la comparaison du vocabulaire montre la parenté du namla et du tofanma et en fait une famille de langues indépendante.

## Liste des langues
Les deux langues namla-tofanma sont :
- namla
- tofanma

## Sources
- (en) Harald Hammarström, 2010, The status of the least documented language families in the world, Language Documentation & Conservation 4, pp. 177-212, University of Hawai’i Press.